# Foxit Reader
Foxit Reader is een gratis verkrijgbaar programma waarmee pdf-bestanden te lezen zijn. Het is een programma van het Chinese bedrijf Foxit Software.
De software hoeft niet te worden geïnstalleerd; wel is er een installer beschikbaar in exe- of msi-formaat. Daarnaast kan downloaden ook via de in het programma ingebouwde updatefunctie.
Foxit Reader is een alternatief voor het bekendere Adobe Reader. Gebruikers van Foxit Reader roemen vooral de veel snellere opstarttijd van het programma, in vergelijking met Adobe Reader.

## Functies
Enkele functies van Foxit Reader:
- Extensies om de mogelijkheden uit te breiden
- Tabbladen om te wisselen tussen openstaande pdf-bestanden
- Toevoegen van commentaar, markeringen aan het document
- Interactieve formulieren (invullen van pdf-formulieren)
- JavaScript-ondersteuning
- Navigatie met bladwijzers en miniaturen van de pagina's

De meeste geavanceerde functies zijn enkel beschikbaar voor Microsoft Windows. De versies voor andere besturingssystemen (Linux, Windows Mobile en Symbian UIQ 3.X) zijn beperkter en dienen vooral om snel pdf-bestanden te bekijken. Deze versies kennen andere versienummers.